# Gemeinde Črnomelj
Die Gemeinde Črnomelj (slowenisch: Občina Črnomelj) ist eine Gemeinde in der slowenischen Region Bela krajina. 
Sie ist benannt nach ihrem Hauptort, der Stadt  Črnomelj.

## Lage
Gemeinsam mit den Gemeinden Metlika und Semič bildet Črnomelj die Region Weißkrain/Bela krajina. Die Gemeinde ist die größte der drei Gemeinden. Der Fluss Kolpa (dt. Kulpa) bildet die natürliche Grenze zu Kroatien.
Westlich der Stadt liegt das historische Gottscheer Ländchen mit dem Hauptort Kočevje, nördlich trennt der Höhenzug Gorjanci von der Region Unterkrain mit der größten Stadt Novo mesto, die etwa 40 km nördlich von Črnomelj liegt. Die Stadt wird vom Fluss Lahinja durchflossen, in den hier die Dobličica mündet.

## Siedlungen und Ortschaften der Gemeinde
1. Adlešiči, (dt. Adelsdorf)

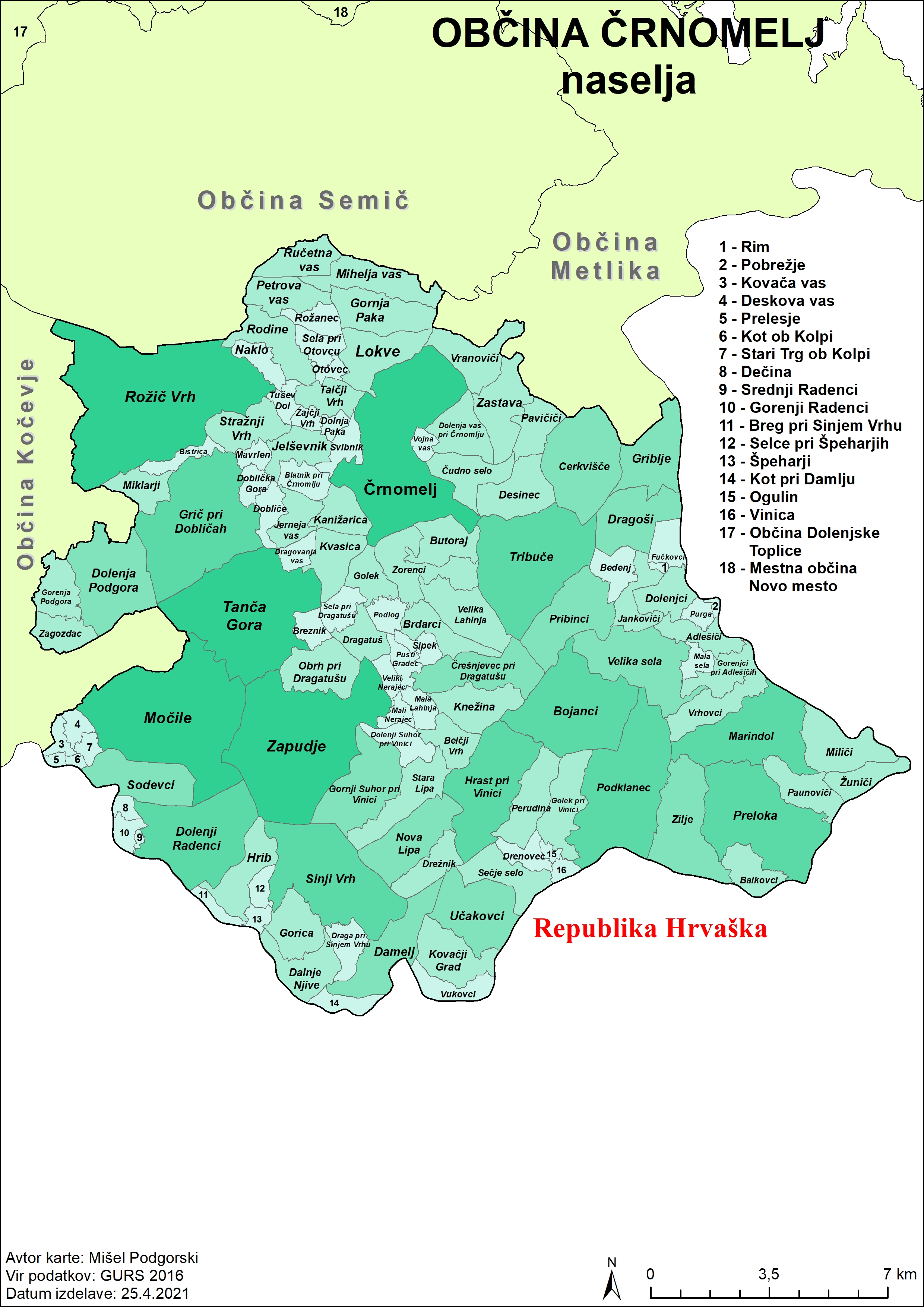
Übersichtskarte der Siedlungen und Ortschaften

2. Balkovci, (dt. Balkovitz, auch Primaglitz)
3. Bedenj, (dt.  Weidendorf)
4. Belčji Vrh, (dt. Weltsberg)
5. Bistrica, (dt. Feistritz bei Tschernembel)
6. Blatnik pri Črnomlju, (dt. Rußbach)
7. Bojanci, (dt. Bojanzen)
8. Brdarci, (dt. Berdarz)
9. Breg pri Sinjem Vrhu, (dt. Rain)
10. Breznik, (dt. Turn bei Tschernembl)
11. Butoraj, (dt. Wuttarai)
12. Cerkvišče, (dt. Zerkwitsch)
13. Dalnje Njive, (dt. Sabetich)
14. Damelj, (dt. Damel, auch Daumel)
15. Dečina, (dt. Detschen)
16. Desinec, (dt. Dessnitz)
17. Deskova vas, (dt. Bretterdorf)
18. Dobliče, (dt. Dobling, auch Döblitsch, Doblitschendorf)
19. Doblička Gora, (dt. Aichberg, später Döblitschberg)
20. Dolenja Podgora, (dt. Unterberg)
21. Dolenja vas pri Črnomlju, (dt. Niederdorf bei Tschernembl)
22. Dolenjci, (dt. Dollenz)
23. Dolenji Radenci, (dt. Unterradenz)
24. Dolenji Suhor pri Vinici, (dt.  Untersuchor bei Möttling)
25. Dolnja Paka, (dt. Unterpack, auch Tuschaudorf)
26. Draga pri Sinjem Vrhu, (dt. Draga)
27. Dragatuš, (dt. Waldrasch, auch Gretzberg)
28. Dragovanja vas, (dt. Dragoweinsdorf)
29. Dragoši, (dt. Dragisch)
30. Drenovec, (dt. Drenovetz)
31. Drežnik, (dt. Dröschnig)
32. Črešnjevec pri Dragatušu, (dt. Kerschstetten)
33. Črnomelj, (dt. Tschernembl, älter auch Schirnemel)
34. Čudno selo, (dt. Tschudensell)
35. Fučkovci, (dt. Futschkovetz)
36. Golek pri Vinici, (dt. Golleg bei Weinitz, auch Gollach)
37. Golek, (dt. Golleg)
38. Gorenja Podgora, (dt. Oberberg)
39. Gorenjci pri Adlešičih, (dt. Gorenssdorf, auch Gorenz)
40. Gorenji Radenci, (dt. Oberradenz)
41. Gorica, (dt. Bergel bei Weinitz)
42. Gornja Paka, (dt. Oberpack)
43. Gornji Suhor pri Vinici, (dt. Obersuchor bei Möttling, auch Sankt Sebastian)
44. Griblje, (dt. Grüblach)
45. Grič pri Dobličah, (dt. Gritsch bei Tschernembl)
46. Hrast pri Vinici, (dt. Hrast bei Weinitz)
47. Jankoviči, (dt. Jankowitsch)
48. Jelševnik, (dt. Gelschenegg)
49. Jerneja vas, (dt. Jenersdorf)
50. Kanižarica, (dt. Bernau auch, Kanischaritz)
51. Knežina, (dt. Fürstendorf)
52. Kot ob Kolpi, (dt. Winkel an der Kulpa)
53. Kovača vas, (dt. Schmieddorf)
54. Kovačji Grad, (dt. Wolfssperg, auch Wolfsberg)
55. Kvasica, (dt. Quassitz)
56. Lokve, (dt. Loque)
57. Mala Lahinja, (dt. Kleinschönberg)
58. Mala sela, (dt. Klein Sellendorf)
59. Mali Nerajec, (dt. Klein Neraitzdorf)
60. Marindol, (dt. Marienthal)
61. Mavrlen, (dt. Deutsch Maierle)
62. Mihelja vas, (dt. Michaelsdorf)
63. Miklarji, (dt. Brunngereuth, auch Michlern)
64. Miliči
65. Močile, (dt. Motschilla)
66. Naklo, (dt. Nakel)
67. Nova Lipa, (dt. Neulinden)
68. Obrh pri Dragatušu, (dt. Braunsdorf)
69. Ogulin, (dt. Ogulein)
70. Otovec, (dt. Ottensdorf)
71. Paunoviči,
72. Perudina, (dt. Perudin)
73. Petrova vas, (dt. Petersdorf)
74. Pobrežje, (dt. Burgstall)
75. Podklanec, (dt. Gereuth an der Stiegen)
76. Podlog, (dt. Podlog)
77. Prelesje, (dt. Preleiss)
78. Preloka, (dt. Prälack)
79. Pribinci, (dt. Premgastdorf, auch Sankt Anna)
80. Purga, (dt. Burgstall)
81. Pusti Gradec, (dt. Schloss Krasky)
82. Rim,
83. Rodine, (dt. Rodein in der Unterkrain)
84. Rožanec, (dt. Roschanz)
85. Rožič Vrh, (dt. Harmbogen, auch Roschitzenberg)
86. Ručetna vas, (dt. Rutzendorf)
87. Sečje selo, (dt. Setschesell)
88. Sela pri Dragatušu, (dt. Dörflein)
89. Sela pri Otovcu, (dt. Gschiess, auch Sellen)
90. Sinji Vrh, (dt. Schweinberg)
91. Sodevci, (dt. Schöpfenlag )
92. Srednji Radenci, (dt. Mitterradenz)
93. Stara Lipa (Črnomelj), (dt. Altlinden)
94. Stari trg ob Kolpi, (dt. Altenmarkt)
95. Stražnji Vrh, (dt. Wartenberg)
96. Svibnik, (dt. Svibnig)
97. Šipek, (dt. Schipegg)
98. Špeharji, (dt. Neschendorf)
99. Talčji Vrh, (dt. Kälbersberg)
100. Tanča Gora, (dt. Tanzberg )
101. Tribuče, (dt. Tributsch)
102. Tušev Dol, (dt. Tuschental)
103. Učakovci, (dt. Wolfsdorf)
104. Velika Lahinja, (dt. Grossschönberg)
105. Velika sela, (dt. Gross Sellendorf)
106. Veliki Nerajec, (dt. Gross Neraitzdorf)
107. Vinica, (dt. Weinitz)
108. Vojna vas, (dt. Woinsdorf)
109. Vranoviči, (dt. Wranowitsch, auch Uranowitsch)
110. Vrhovci, (dt. Werchautzen)
111. Vukovci, (dt. Wolfsdorf)
112. Zagozdac, (dt. Unterwald)
113. Zajčji Vrh, (dt. Hasenberg)
114. Zapudje, (dt. Sabath)
115. Zastava, (dt. Sastau)
116. Zilje, (dt. Sille)
117. Zorenci, (dt. Sorentz)
118. Žuniči (dt. Sunetis)

## Sehenswürdigkeiten
- Kolpa-Landschaftsschutzpark
- Lahinja-Landschaftsschutzpark

## Nachbargemeinden
| Semič    | Semič                                       | Metlika  |
| Kočevje  | Kompassrose, die auf Nachbargemeinden zeigt | Kroatien |
| Osilnica | Kroatien                                    | Kroatien |

## Geschichte
Auf dem Gebiet der Gemeinde Črnomelj wurden drei Massengräber aus der Zeit des Zweiten Weltkriegs gefunden: eins in der Stadt Črnomelj sowie zwei in der Ortschaft Rožič Vrh.

## Persönlichkeiten
- Georg von Tschernembl (* ?; † 1480), Vicedom von Triest und Landeshauptmann der Steiermark
- Anton Blechschmidt (1841–1916), österreichischer Sozialpolitiker